# The Islands (circonscription britanno-colombienne)
Pour les articles homonymes, voir The Islands.
Circonscription électorale provinciale du Canada
The Islands est une ancienne circonscription provinciale de la Colombie-Britannique représentée à l'Assemblée législative de la Colombie-Britannique de 1890 à 1894 et de 1903 à 1941.

## Géographie
La circonscription représente les secteurs de Nanaimo et des îles Gulf.
En 2023, le territoire de la circonscription est Nanaimo, Saanich North and the Islands et Saanich and the Islands.

## Liste des députés
| Législature                                                                         | Années      | Député      | Député                        | Parti        |
| The Islands                                                                         | The Islands | The Islands | The Islands                   | The Islands  |
| ----------------------------------------------------------------------------------- | ----------- | ----------- | ----------------------------- | ------------ |
| 6e                                                                                  | 1890–1894   |             | John Paton Booth              | Gouvernement |
| Circonscription de North Nanaimo, South Nanaimo et Cowichan-Alberni                 |             |             |                               |              |
| 10e                                                                                 | 1903–1907   |             | Thomas Wilson Paterson        | Libéral      |
| 11e                                                                                 | 1907–1909   |             | Albert Edward McPhillips      | Conservateur |
| 12e                                                                                 | 1909–1912   |             | Albert Edward McPhillips      | Conservateur |
| 13e                                                                                 | 1912–1916   |             | Albert Edward McPhillips      | Conservateur |
| 13e                                                                                 | 1913-1916   |             | William Wasbrough Forster     | Conservateur |
| 14e                                                                                 | 1916–1920   |             | Malcolm Bruce Jackson         | Libéral      |
| 15e                                                                                 | 1920–1924   |             | Malcolm Bruce Jackson         | Libéral      |
| 16e                                                                                 | 1924–1928   |             | Cyrus Wesley Peck             | Conservateur |
| 17e                                                                                 | 1928–1933   |             | Cyrus Wesley Peck             | Conservateur |
| 18e                                                                                 | 1933–1937   |             | Alexander McDonald            | Libéral      |
| 19e                                                                                 | 1937–1941   |             | Macgregor Fullarton MacIntosh | Conservateur |
| Circonscription fusionné à une partie de Skeena pour former Nanaimo and the Islands |             |             |                               |              |

## Résultats électoraux
1903-1941
1890-1894